# Endrefalva
Endrefalva é um município da Hungria, situado no condado de Nógrád. Tem 13,23 km² de área e sua população em 2015 foi estimada em 1.212 habitantes.